# Beania maxilla
Beania maxilla är en mossdjursart som först beskrevs av Jullien 1888.  Beania maxilla ingår i släktet Beania och familjen Beaniidae. Inga underarter finns listade i Catalogue of Life.